# Casa Herreros
La Casa Herreros es una vivienda típica de estilo neoclásico ubicada en la ciudad de La Serena, en la Región de Coquimbo, en Chile.
Esta antigua y bien conservada vivienda representa un claro ejemplo de la arquitectura privada serenense de la segunda mitad del siglo XIX. Durante muchos años vivieron en ella la familia Herreros Schüler, apellido de larga tradición en la zona. 
Se ubica sobre la calle Matta al 347, en el casco histórico de la ciudad. Junto a la Casa Piñera, la Casa Chadwick, la Casa Carmona y otras iglesias, forma parte del patrimonio histórico de La Serena.
Fue declarada Monumento Histórico Nacional el día 12 de febrero de 1981.  Actualmente, funcionan aquí las instalaciones del Instituto Profesional La Araucana, quienes ofrecen diferentes carreras técnicas.

## Historia

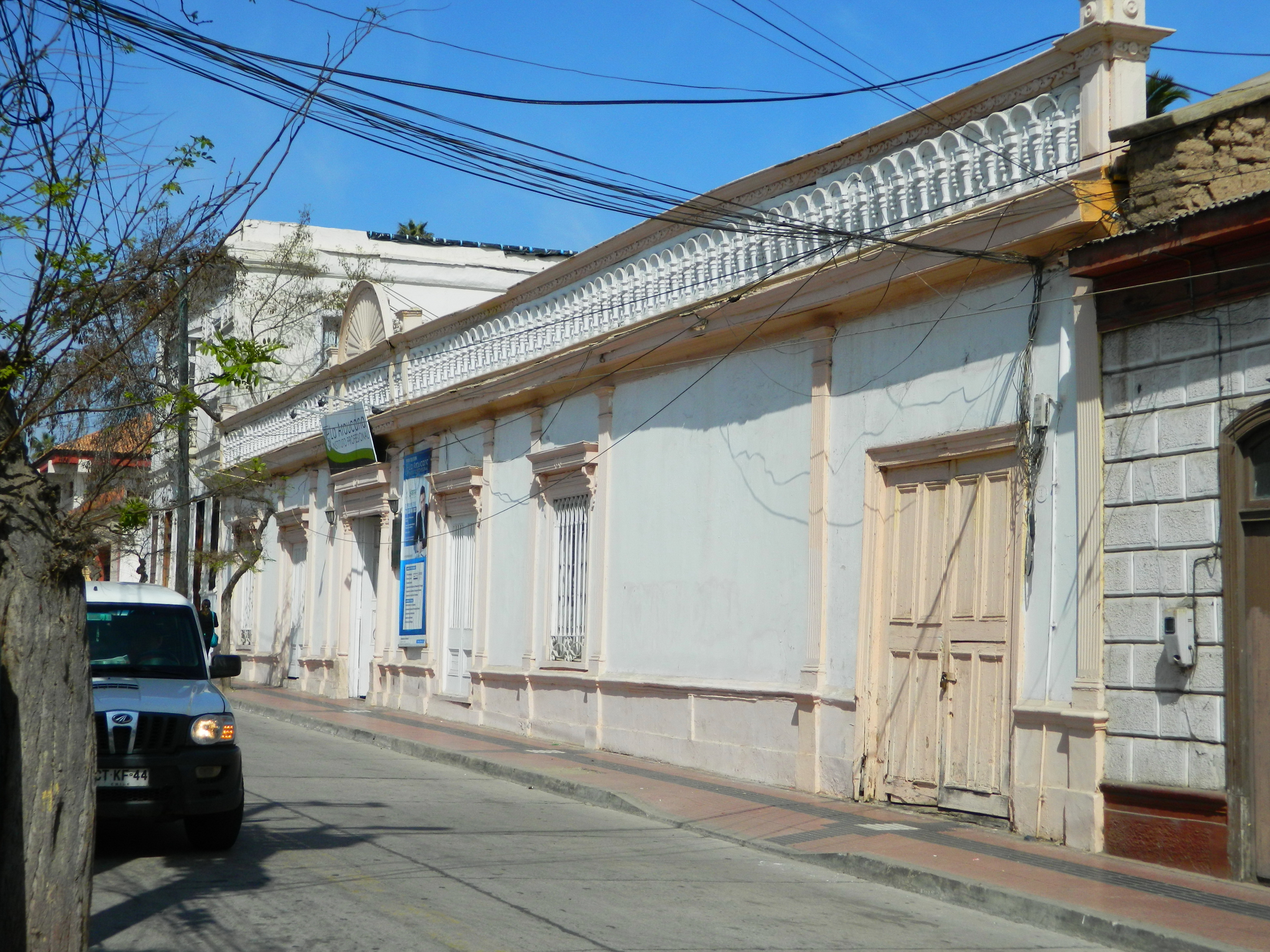
La Casa Herreros, en el casco histórico de La Serena.

La vida urbana en la zona no logró gran desarrollo en la época colonial, concentrándose gran parte de la población en torno a sectores rurales desenvolviéndose en trabajos agrícolas(haciendas) o mineros, esto produjo un impacto negativo en La Serena convirtiéndola durante el siglo XVIII en una ciudad de exiguas entradas económicas y de escasa población.
Las viviendas privadas hasta inicios del siglo XIX eran de humilde factura, siendo las únicas construcciones destacadas hasta esa fecha las realizadas por las iglesias, que traían piedra labrada del Alto de Peñuelas. En 1825, con el descubrimiento de la mina de plata de Arqueros, comienza un gran auge minero que transforma totalmente la fisionomía de la ciudad.
La Casa Herreros fue edificada en estilo neoclásico a mediados del siglo XIX por el arquitecto británico David James para el acaudalado agricultor Pedro Iribarren. Se la puede incluir dentro del período "clásico serense", que se desarrolló entre los años 1850 y 1880 y dentro del cual también se incluyen las Casas Carmona y Chadwick, que son parte también del patrimonio histórico de la ciudad.
El 12 de febrero de 1981, esta propiedad fue declarada Monumento Histórico Nacional por medio del Decreto Supremo n° 499.
Durante muchos años fue habitada por la familia Herreros Schüler, apellido de larga tradición en la región.
Actualmente, funcionan en ella las dependencias del Instituto Profesional La Araucana, institución académica que ofrece variadas carreras técnicas.

## Arquitectura
La residencia es una construcción de adobe de estilo neoclásico, que representa un claro ejemplo de la arquitectura serenense de la segunda mitad del siglo XIX. 
Destaca su fachada, de rasgos clásicos y enmarcada dentro del período "clásico serenense", y el principal antetecho decorado por una pequeña arquería de medio punto, que se parece a una concha venera. Este tipo de antetecho es propio de La Serena y se puede lo puede encontrar en otras construcciones de la Región de Coquimbo.